# Tomasz Borecki
Tomasz Borecki (ur. 26 maja 1949 w Lublinie) – polski leśnik, profesor nauk leśnych, nauczyciel akademicki, w latach 2002–2008 przez dwie kadencje rektor Szkoły Głównej Gospodarstwa Wiejskiego, w latach 2010–2015 doradca społeczny prezydenta RP do spraw wsi.

## Życiorys
Ukończył liceum ogólnokształcące w Milanowie egzaminem maturalnym w 1967. W 1974 został absolwentem Wydziału Leśnego Szkoły Głównej Gospodarstwa Wiejskiego w Warszawie. W latach 1974–1976 pracował w Instytucie Badawczym Leśnictwa, następnie do 1979 w Biurze Urządzania Lasu i Geodezji Leśnej. Od 1976 zawodowo związany z SGGW.
W 1983 uzyskał stopień naukowy doktora nauk leśnych, habilitował się w 1995. W 1999 otrzymał tytuł profesora nauk leśnych. Od 1996 do 2002 pełnił funkcję prorektora do spraw studenckich SGGW. W 2002 został wybrany na rektora tej uczelni, a w 2005 uzyskał reelekcję. Druga kadencja upłynęła w 2008. Od 2002 do 2005 był przewodniczącym Konferencji Rektorów Szkół Rolniczych (KRUL). Został też wiceprzewodniczącym Konferencji Rektorów Akademickich Szkół (KRASP) i przewodniczącym Konferencji Rektorów Uczelni Warszawskich (KRUW). Od 1996 do 2007 zajmował się w ramach SGGW organizowaniem nowych kierunków studiów i współtworzeniem sześciu zamiejscowych ośrodków dydaktycznych.
Jest także wykładowcą w Instytucie Problemów Współczesnej Cywilizacji Szkoły Głównej Handlowej w Warszawie. Powoływany w różnych okresach w skład rad naukowych parków narodowych, w 2003 został prezesem Towarzystwa Przyjaciół Lasu.
W wyborach parlamentarnych w 2007 bez powodzenia kandydował z ramienia Polskiego Stronnictwa Ludowego do Senatu. W 2010 był członkiem komitetu poparcia Bronisława Komorowskiego przed przedterminowymi wyborami prezydenckimi. 29 września tego samego roku został doradcą społecznym prezydenta Bronisława Komorowskiego do spraw wsi. Pełnił tę funkcję do 5 sierpnia 2015.
Jest autorem ponad 150 prac naukowych w tym około dziesięciu podręczników. Wykładał i pracował naukowo w Szwajcarii, Norwegii, Szwecji, Austrii, Finlandii i Słowacji. Współtworzył kilka scenariuszy do filmów popularyzujących ochronę środowiska.

## Odznaczenia i wyróżnienia
Odznaczenia państwowe
- Krzyż Komandorski Orderu Odrodzenia Polski (2016)[4]
- Krzyż Oficerski Orderu Odrodzenia Polski (2003)[5]
- Krzyż Kawalerski Orderu Odrodzenia Polski (1998)[6]
- Medal Komisji Edukacji Narodowej (2001)
- Srebrny Krzyż Zasługi (1997)[7]

Nagrody i wyróżnienia
- Tytuł honorowego obywatela Miasta Przasnysza (2004)
- Członek korespondent Włoskiej Akademii Nauk Leśnych (od 2006)
- Tytuł profesora honorowego Uniwersytetu Rolniczego w Kijowie (2006)
- Tytuł doktora honoris causa Lwowskiego Narodowego Uniwersytetu Rolniczego w Dublanach (2007)